# Список дивізій Ваффен-СС
- 1-ша Танкова Дивізія СС «Ляйбштандарт СС Адольф Гітлер»
- 2-га Танкова Дивізія СС «Дас Райх»
- 3-тя Танкова Дивізія СС «Тотенкопф»
- 4-та Поліцейська Панцергренадерська Дивізія СС
- 5-та Танкова Дивізія СС «Вікінг»
- 6-та Гірська Дивізія СС «Норд»
- 7-ма Добровольча Гірська Дивізія СС «Принц Ойген»
- 8-ма кавалерійська дивізія СС «Флоріан Гайєр»
- 9-та Танкова Дивізія СС «Гогенштауфен»
- 10-та Танкова Дивізія СС «Фрунсберг»
- 11-та Добровольча Панцергренадерська Дивізія СС «Нордланд»
- 12-та Танкова Дивізія СС «Гітлерюгенд»
- 13-та Ваффен-Гірська Дивізія СС «Ганджар»
- 14-та гренадерська дивізія Ваффен-СС «Галичина»
- 15-та Ваффен-Гренадерська Дивізія СС
- 16-та Панцергренадерська Дивізія СС «Райхсфюрер СС»
- 17-та Панцергренадерська Дивізія СС «Гьоц фон Берліхінген»
- 18-та Добровольча Панцергренадерська Дивізія СС «Горст Вессель»
- 19-та Ваффен-Гренадерська Дивізія СС
- 20-та Ваффен-Гренадерська Дивізія СС
- 21-ша Ваффен-Гірська Дивізія СС «Скандербег»
- 22-га Добровольча Кавалерійська Дивізія СС «Марія Терезія»
- 23-тя Ваффен-Гірська Дивізія СС «Кама»
- 23-тя Добровольча Панцергренадерська Дивізія СС «Недерланд»
- 24-та Ваффен-Гірська Дивізія СС «Карстйагер»
- 25-та Ваффен-Гренадерська Дивізія СС «Гуньяді»
- 26-та Ваффен-Гренадерська Дивізія СС
- 27-ма Добровольча Гренадерська Дивізія СС «Лангемарк»
- 28-ма Добровольча Гренадерська Дивізія СС «Валлонія»
- 29-та Ваффен-Гренадерська Дивізія СС «Італія»
- 29-та Ваффен-Гренадерська Дивізія СС «РОНА»
- 30-та Ваффен-Гренадерська Дивізія СС
- 30-та Ваффен-Гренадерська Дивізія СС
- 31-ша Добровольча Гренадерська Дивізія СС
- 32-га Добровольча Гренадерська Дивізія СС «30 січня»
- 33-тя Ваффен-Кавалерійська Дивізія СС
- 33-тя Ваффен-Гренадерська Дивізія СС «Шарлемань»
- 34-та Добровольча Гренадерська Дивізія СС «Ландсторм Недерланд»
- 35-та Гренадерська Дивізія СС і Поліції
- 36-та Ваффен-Гренадерська Дивізія СС «Дірлевангер»
- 37-ма Добровольча Кавалерійська Дивізія СС «Лютцов»
- 38-ма гренадерська дивізія СС «Нібелунген»